# Мусина Кокаларі
Мусина Кокаларі (алб. Musine Kokalari; нар. 10 лютого 1917, Адана, Османська імперія — пом. 13 серпня 1983, Решен, Народна Соціалістична Республіка Албанія (НСРА) — албанська письменниця і політична діячка, перша в Албанії жінка-прозаїк. Засновниця Соціал-демократичної партії в 1944 році. Репресована за режиму Енвера Ходжі, третину століття провела в ув'язненні та інтернуванні. Після падіння комуністичного режиму визнана Мученицею демократії.

## Походження та навчання
Мусина Кокаларі народилася 1917 року в родині албанських мусульман, які тимчасово переселилися до Туреччини. Рід Кокаларі походив з Гірокастри, його представники були відомі патріотичними поглядами, культурною і політичною активністю. Кокаларі були родичами клану Ходжа. Серед родичів Мусини Кокаларі був Енвер Ходжа, майбутній комуністичний диктатор Албанії. У роки її юності вони багато спілкувалися. У Гірокастрі Мусина та Енвер жили в сусідніх будинках.
У 1920 році Коколарі оселилися в Тирані. Вейсім Коколарі, брат Мусини, керував книжковим магазином. Зі шкільних років Мусина Кокаларі захоплювалася літературою. Закінчила привілейований Педагогічний інститут королеви-матері. У січні 1938 року вона приїхала до Італії і оселилася в Римі.
В 1941 році закінчила факультет літератури і філософії. Захистила дипломну роботу з творчості албанського поета і прозаїка Наїма Фрашері. Інтелектуальна атмосфера римського університету спонукала Мусину до початку літературної творчості. У приватних бесідах вона говорила про бажання стати письменницею — без будь-якої участі в політиці.
Однак патріотична сімейна традиція вплинула на подальше життя. У 1942 році, під час Другої світової війни, Мусина Кокаларі повернулася до Албанії, окуповану італійськими військами.

## Літературні твори
Перша літературна робота Мусини Кокаларі — Як говорила мені стара мати (Siç me thotë nënua plakë) — була опублікована в Тирані в 1941 році. Це було авторське бачення казок з фольклору албанців-тосків на їх діалекті з описом звичаїв жителів Гірокастри на тлі різких суспільних змін. Сама Кокаларі називала свій перший твір «дзеркалом минаючого світу». Цей збірник вважається першим твором літератури, написаним і виданим жінкою в Албанії.
У 1944 році Мусіна Кокаларі видала збірку оповідань і нарисів Як розгойдувалася життя (Sa u-tunt jeta). У тому ж році вийшла третя збірка її творів Навколо вогнища (Rreth vatrës).
Згодом Кокаларі писала щоденники і спогади, у яких детально описувала своє життя, літературну та політичну діяльність. Ці роботи були опубліковані вже після її смерті. Щоденник La mia vita universitaria (Моє університетськє життя) був написаний у 1940—1942 роках італійською мовою.

## Соціал-демократична політика
Об'єктивна ситуація в країні спонукала Мусину Кокаларі включитися у політичне життя. Вона дотримувалася демократичного світогляду з лівоцентристським соціал-демократичним ухилом. Була рішучою прихильницею незалежності Албанії, що не підтримувала італійської та німецької окупації.
В 1943 році Мусина Кокаларі вступила до лав Національно-визвольного фронту Албанії (НОФА), який вів боротьбу проти окупантів. Однак НОФА діяв під егідою Комуністичної партії (КПА) на чолі з Енвером Ходжею. Кокаларі ж відкидала будь-яку диктатуру, підтримуючи антифашистські, але і на антикомуністичні позиції. Крім того, у неї виник різкий конфлікт з Неджмією Ходжа, дружиною Енвера Ходжі.
Мусине Кокаларі щиро підтримувала програму республікансько-націоналістичного руху Бали Комбетар. Хоча до Бали Комбетар входили і з ним співпрацювали надто різні люди, включаючи тих, що викликали відразу у Кокаларі (через правий радикалізм, зв'язки з окупантами і кримінальними структурами). Політичні позиції Бали Комбетар, на її погляд, формулювалися недостатньо чітко.
Мусина Кокаларі спробувала стати посередником у коаліції НОФА з Бали Комбетар. За її задумом, це зрушило б обидва рухи на послідовно демократичну платформу і посилило б у протистояння окупантам. Для зміцнення своєї позиції Кокаларі вирішила виступати не індивідуально, а як лідерка політичної групи. Багато представників Бали Комбетар були цим незадоволені й дорікали Кокаларі в неусвідомленому розколі націоналістичного руху, чим неодмінно скористаються комуністи на чолі з її родичем. Однак вона наполягла на своєму.
У лютому 1944 році Мусина Кокаларі заснувала Соціал-демократичну партію (Partinë Social-Demokrate, PSD) — першу в історії Албанії. У цій ініціативі молоду письменницю підтримали юрист, драматург і публіцист Мітхат Араніті, адвокат Скендер Мучо, професор-літературознавець Їсуф Лузай, вчений-лінгвіст Сельман Риза.
В Албанії практично не було організованого робітничого руху і відсутня соціал-демократична традиція. Однак ідеї демократичного соціалізму і Третього шляху підтримували деякі представники албанської інтелігенції. Організатори PSD оголосили політичну свободу і соціальну справедливість нерозривними поняттями. В цьому полягала ідеологічна особливість партії, створеної Кокаларі. Підкреслювалася самоцінність вільнодумства. Суспільний лад пропонувалося заснувати на принципах безумовної рівноправності всіх албанців і загальної участі в цивільному житті. Державну систему прагнули побудувати на принципах змінюваності влади через демократичні вибори.
Мусіна Кокаларі публічно виступала від імені PSD, редагувала партійну газету Zëri i lirisë (Голос свободи). Важливим політичним принципом Кокаларі була легальність і відкритість, мирний характер діяльності. Вона не підтримувала підпілля і насильницьких форм боротьби. Тому вона негативно ставилася до таких радикальних антикомуністів, як Гьон Маркагьоні або Бекір Вальтері. Вона асоціювала їх з криміналом, насильством і хаосом, ставила в один ряд з ходжаїстами.

## Опозиційний виступ
Соціал-демократична партія викликала жорстку ворожість як з боку німецьких окупантів, так і комуністів. У 1944 році Скендер Мучо був розстріляний нацистами, Мітхат Араніті заарештований комуністами і поміщений до в'язниці, вбиті бойовиками комуністичної НОАА Мунтаз і Вейсім — брати і однодумці Мусини Коколарі. Прихід до влади комуністичної партії Албанії (КПА) на чолі з Енвером Ходжей наприкінці листопада 1944 року вона назвала «кінцем Відродження».
Мусина Кокаларі вимушено дистанціювалася від політики, займалася своїм книжковим магазином в Тирані. Їй було запропоновано вступити до Албанської ліги письменників і художників, створеної 7 жовтня 1945 року під головуванням комуністичного інтелектуала Сейфули Малешовыи — відомого письменника і міністра культури в першому уряді Ходжі. Однак вона не підтримувала нового режиму, бо не могла пробачити вбивства своїх братів.
У перші місяці правління КПА в Албанії намагалася заявити про себе легальна опозиція. Поряд з PSD, були створені організації Демократичний союз і Албанський союз. Підприємець-отельєр Самі Керибаши і юрист Шабан Бала створили загальнодемократичну Групу опору, юрист Кенан Дібра — Монархічну групу. Вони пропонували Мусині Кокаларі приєднатися для спільної політичної діяльності. Спочатку вона відмовлялася, не бачачи перспектив легальної політики при сталій диктатурі (крім того, переконану республіканку Кокаларі бентежив альянс з монархістами, навіть конституційними). Втім, Кокаларі таки приєдналася до Демократичного союзу.
У листопаді 1945 року Мусина Кокаларі прийняла пропозицію Шабана Бали і підписала звернення опозиціонерів. Вони вимагали перенесення виборів до Установчих зборів, забезпечити свободу передвиборної агітації та міжнародне спостереження за голосуванням. Цей документ був направлений до дипломатичних місій США та Великої Британії, недавніх союзників по Антигітлерівський коаліції.

## Слідство, суд, вирок

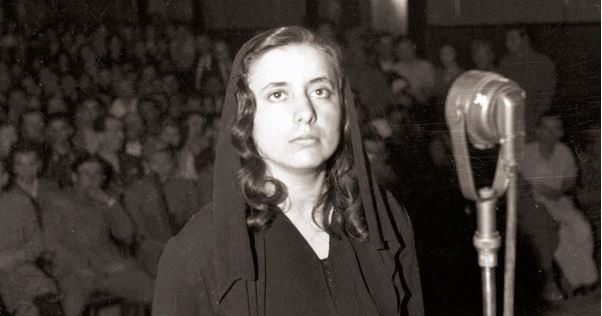
Мусина Кокаларі на процесі 1946 року

Через півтора місяця органи держбезпеки режиму почали арешти легальних опозиціонерів. 17 січня 1946 року була заарештована і Мусина Кокаларі. Слідство по її справі вели вищі чини держбезпеки Кадрі Хазбиу та Нести Керенджи. На допиті у Керенджі вона не ухилялася від відповідей, але на вимогу назвати «спільників по виданню газети» порадила «не задавати дурних запитань». Кокаларі нагадала про колишні комуністичні обіцянки дотримуватися свободи преси, чітко спростувала закиди у співпраці «з монархістами і фашистами». Слідчому не вдавалося обґрунтувати свої обвинувачення по суті.

Мусина Кокаларі: Я не фашистка і не комуністка. Я прихильниця демократичної культури.
Нести Керенджи: Давайте закінчимо про це… Ви ніколи не думали, що потрапите до в'язниці?
Мусина Кокаларі: Була в цьому майже впевнена. Але, принаймні, я знаю, чому я у в'язниці.

На військовому суді Мусина Кокаларі трималася з гідністю і твердістю:

Не треба бути комуністом, щоб любити свою країну! Я люблю батьківщину, хоча я не комуніст. Ви виграли війну, ви виграли вибори, але ви не має права переслідувати тих, хто дотримується інших політичних поглядів. Я думаю інакше, ніж ви, але люблю свою країну. Ви переслідуєте мене за мої ідеї. І я не вибачаюся перед вами, тому що не вчинила жодних злочинів.

2 липня 1946 року військовий суд оголосив вердикт. Дев'ять чоловік були засуджені до смертної кари (в тому числі Керибаши, Балу і Дибра). Мусина Кокаларі отримала 30 років в'язниці, згодом термін був скорочений до 20 років.

## В'язниця, інтернування, смерть
18 років Мусина Кокаларі провели у в'язниці суворого режиму поблизу міста Буррелі. Ставлення до ув'язнених було демонстративно грубим. У 1964 році Кокаларі була випущена під постійний нагляд поліції і Сигурими та інтернована до Решене. Працювала на будівництвах, потім двірником. У 1979 році закінчився термін її інтернування. Вона мала намір їхати до Тирани, але отримала приписи попрямувати до Гірокастри. Тоді вона відмовилася покинути Решен, де прожила до смерті в самоті, без сім'ї.
Писати їй було заборонено. Однак Мусина Кокаларі продовжувала вести записи не для публікації, хроніку свого життя. У своєму щоденнику вона з натури описувала життя робітників у комуністичній Албанії — важка праця, низькі заробітки, свавілля керівництва, відсутність шансів на отримання реальної освіти. Кокаларі засуджувала не тільки правлячий режим, але і байдужість інтелектуалів до становища робітничих мас.

В останні роки, маючи онкологічне захворювання Мусина Кокаларі залишилася практично без медичної допомоги. За одними свідченнями, їй відмовили в лікуванні, за іншими — вона сама відмовилася від госпіталізації. У своїх записах вона відзначала бездушне ставлення медичних працівників у лікарні. В її щоденниках було виявлено запис:

Я не звертаюся ні до кого, а тим більше до того, хто може пом'якшити мій вирок.

Померла Мусина Кокаларі 1983 року у віці 66 років. Згодом при ексгумації з'ясувалося, що перед закритими похоронами руки їй зв'язали дротом.

## Пам'ять

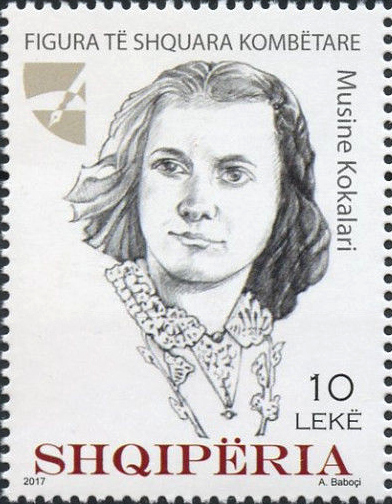

Ще в 1960 році Мусина Кокаларі була включена до списку «Комітету Трьох» — попередника міжнародного ПЕН-клубу — «Письменники в ув'язненні».
За ініціативою родичів була проведена ексгумація та перепоховання. Могила Мусини Кокаларі знаходиться в Шиштуфині (округ Тирана).
У 1993 році, після падіння комуністичного режиму, президент Албанії Салі Беріша присвоїв Мусині Кокаларі звання Мучениця демократії. Її ім'я носить школа в Тирані. Сучасна Албанія відзначає Мусину Кокаларі серед перших письменників і перших дисидентів країни. У 2013 році міністерство культури Албанії провело траурні заходи у зв'язку з 30-річчям смерті Кокаларі. Мусину Кокаларі називають «іконою антикомуністичної опозиції».
У 2017 році Албанія і міжнародна громадськість, особливо літературна і соціал-демократична, відзначили 100-річний ювілей Мусини Кокаларі. Виставка, присвячена життю і творчості письменниці, була організована в Національному музеї науки і ЗМІ Бредфорда (Велика Британія). Було знято короткометражний документальний фільм режисера Патріка Титли «Мусина Кокаларі — досі не дуже відомий герой». До ювілею випущена поштова марка. З 2009 року почалося видання повного зібрання творів Мусини Кокаларі.